# Years
Singles de Alesso
Calling (Lose My Mind)
(2012) Every Chance We Get We Run
(2012)
Years est une chanson de musique house du DJ et compositeur Alesso interprétée par le chanteur Matthew Koma. Le single sort le 28 septembre 2012 sous le label du DJ suédois Sebastian Ingrosso : Refune, Years est distribué par le major Universal. Enregistré en 2012, la chanson est écrite par Sam Watters, Alessandro Lindblad et par Matthew Koma. Years est produit par Alesso. La chanson rencontre le succès dans les pays européens, en Belgique (Flandre et Wallonie), aux Pays-Bas et dans le pays d'origine d'Alesso en Suède.

## Formats et liste des pistes
Digital
1. Years - 3:15
2. Years (Instrumental Extended Remix) - 4:37
3. Years (Vocal Extended Remix) - 4:37

## Classement par pays
| Classement (2012)                       | Meilleure position |
| --------------------------------------- | ------------------ |
| Belgique (Flandre Ultratop 50 Singles)  | 33                 |
| Belgique (Wallonie Ultratop 50 Singles) | 39                 |
| Belgique (Dance charts)                 | 18                 |
| Belgique (Dance Bubbling Under)         | 1                  |
| France (Club 40)                        | 22                 |
| Pays-Bas (Nederlandse Top 40)           | 86                 |
| Suède (Sverigetopplistan)               | 24                 |